# Aguoglia d'Es-cha
Aguoglia d'Es-cha är en bergstopp i Schweiz. Den ligger i distriktet Maloja och kantonen Graubünden, i den östra delen av landet, 190 km öster om huvudstaden Bern. Toppen på Aguoglia d'Es-cha är 3 386 meter över havet.